# 柚須駅
柚須駅（ゆすえき）は、福岡県糟屋郡粕屋町大字柚須にある、九州旅客鉄道（JR九州）篠栗線（福北ゆたか線）の駅である。駅番号はJC02。

## 歴史
- 1988年（昭和63年）3月13日：勝田線（1985年4月1日廃止）との分岐点跡に開業[1]。当初は1面1線であった[1]。
- 2000年（平成12年）10月26日：自動改札機を設置し、供用開始[3]。
- 2009年（平成21年）3月1日：ICカードSUGOCAの利用を開始[4]。
- 2015年（平成27年）3月14日：ダイヤ改正より全ての快速列車が停車。
- 2016年（平成28年）10月15日：この日の始発より新1番ホームが供用開始。
- 2022年（令和4年）3月11日：みどりの窓口の営業を終了[5]。
- 2023年（令和5年）10月1日：直営化される[2]。

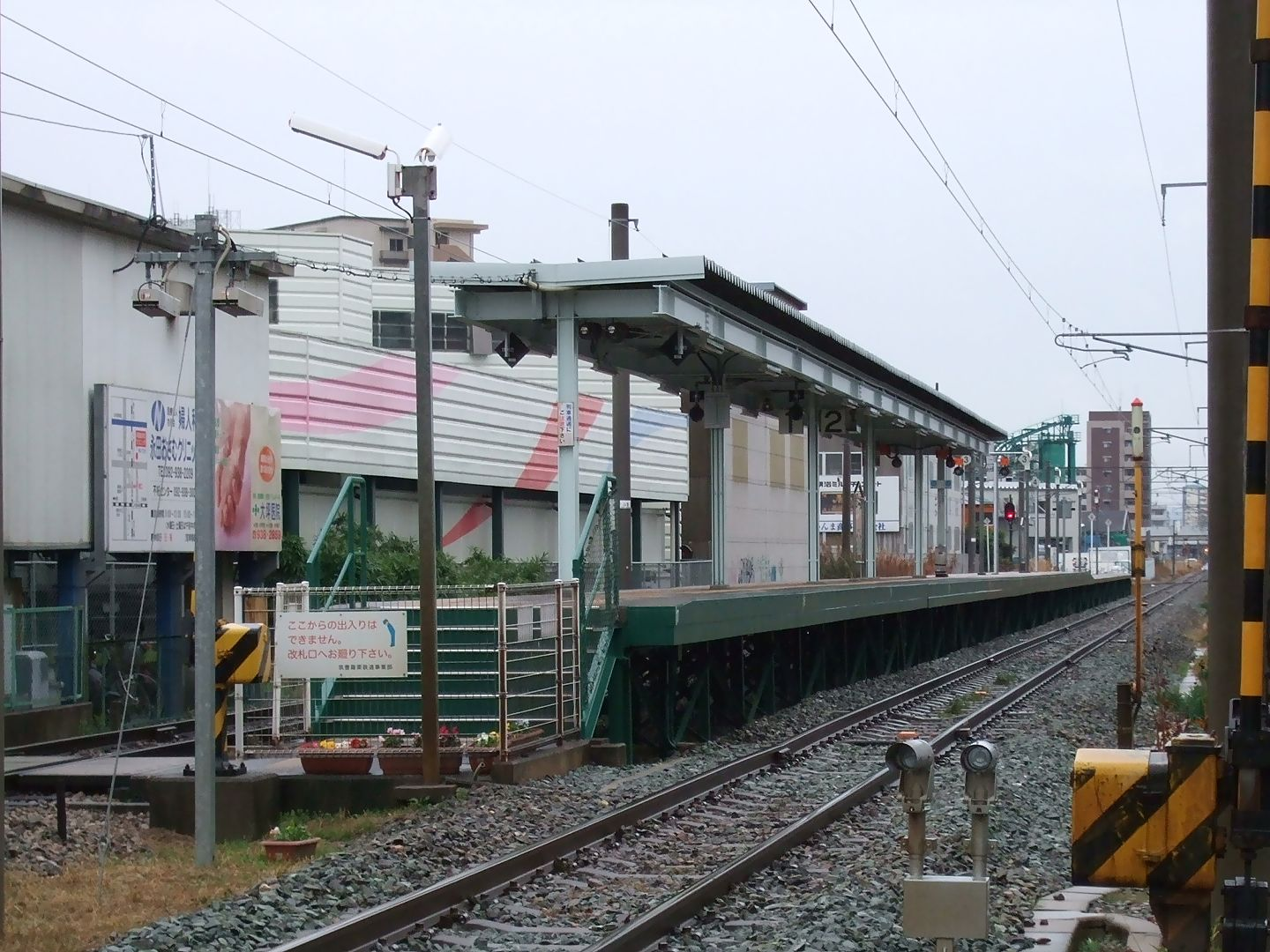
ホーム（島式時代。手前が桂川側、奥が吉塚側。写真右側の線路が通過線。写真左側に構内踏切がある）
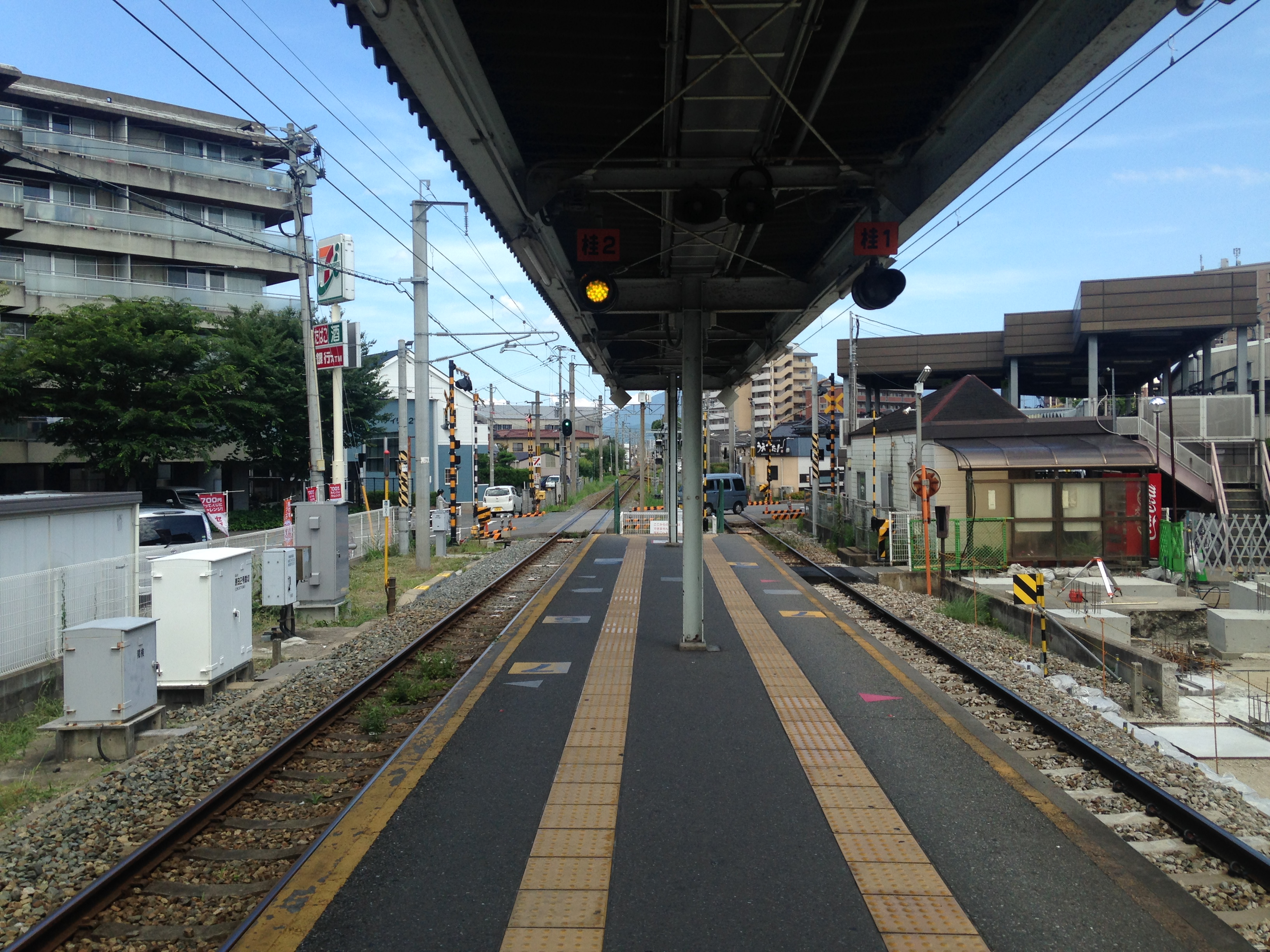
ホーム（島式時代。新1番ホーム（右側）を整備中）

## 駅構造
構内配線は開業時から長年にわたり島式ホーム1面2線を持つ一線スルー方式であったが、2016年10月にホームの向かい側（駅舎側）に1番ホームを新設し、従来のホームは2番ホームとして分離され、単式ホーム2面2線となった。
全ての快速列車・普通列車が停車し、基本的に、日中はほとんどの列車が行き違いを行い、1番ホームを吉塚・博多方面、2番ホームを原町・長者原方面として使用するが、ダイヤ乱れ時など例外もある。駅舎と2番ホームは構内踏切で連絡している。南側（下り列車進行方向に向かって左側）に小さな駅舎があり、1番ホームに直結している。駅舎と道路の間に駐輪場があり、駅舎に出入りする際はこの駐輪場を通り抜けることになる。
JR九州が駅業務を行う直営駅で、自動券売機、自動改札機などを備え、SUGOCAの利用が可能である。

### のりば
| のりば | 路線         | 方向 | 行先           |
| ------ | ------------ | ---- | -------------- |
| 1      | 福北ゆたか線 | 下り | 吉塚・博多方面 |
| 2      | 福北ゆたか線 | 上り | 桂川・飯塚方面 |

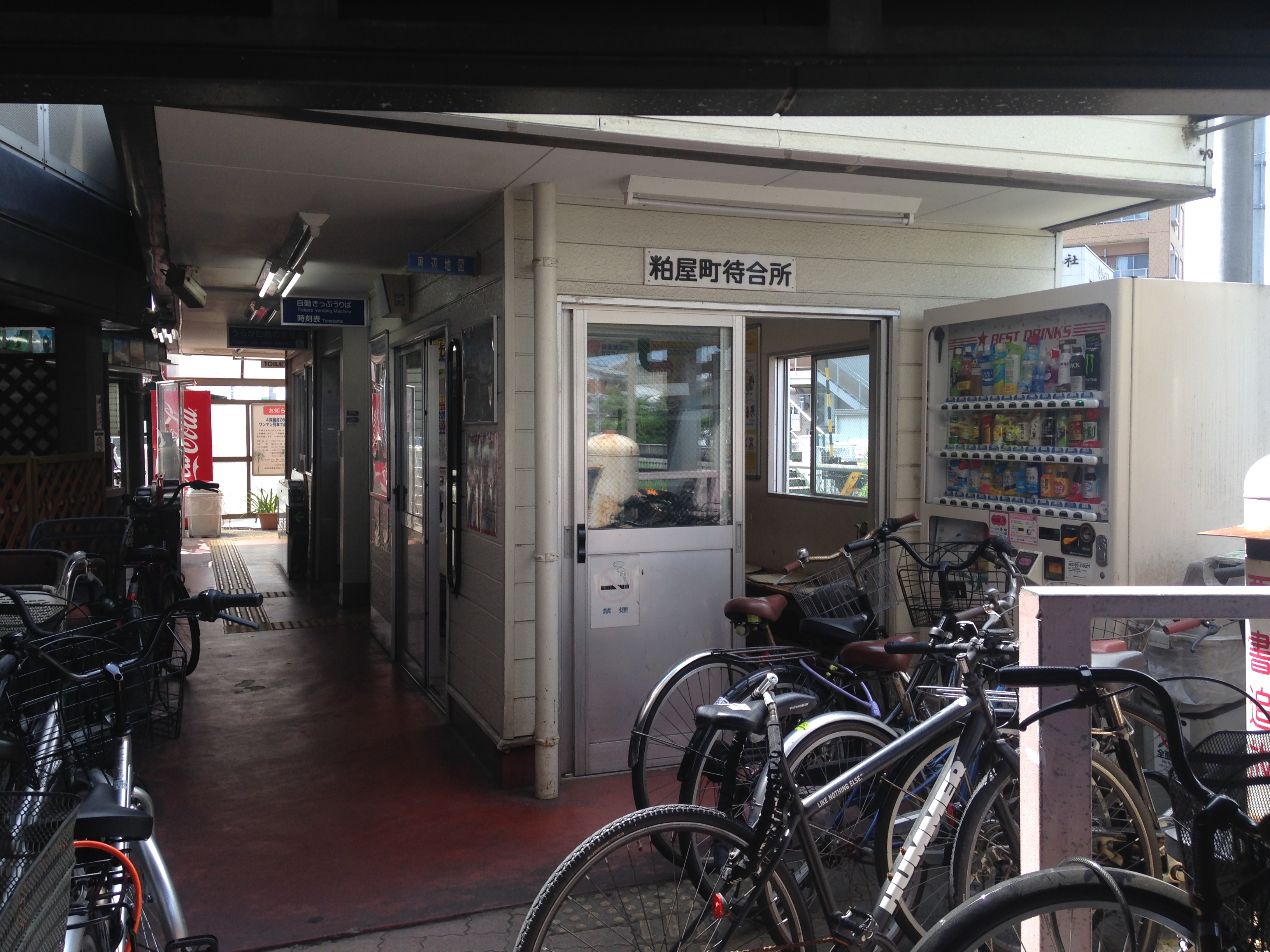
駅出入口（2016年7月、駐輪場の奥にある）
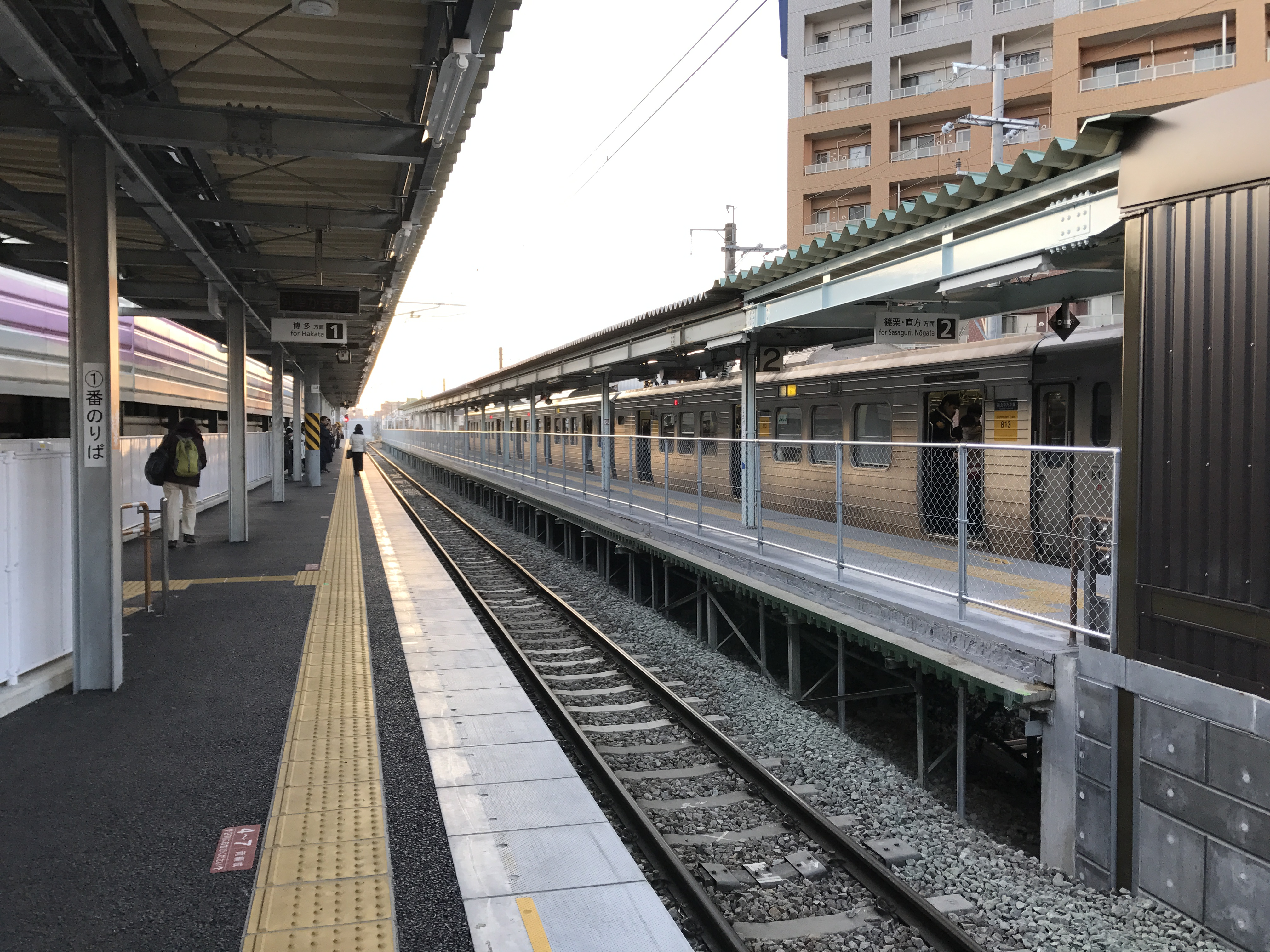
ホーム（新1番ホーム設置後）

## 利用状況
2023年（令和5年）度の1日平均乗車人員は4,223人である。
| 年度                | 1日平均 乗降人員 | 1日平均 乗車人員 |
| ------------------- | ---------------- | ---------------- |
| 2006年（平成18年）  | 3,500            | -                |
| 2007年（平成19年）  | 4,200            | -                |
| 2008年（平成20年）  | 4,300            | -                |
| 2009年（平成21年）  | 4,500            | -                |
| 2010年（平成22年）  | 4,700            | -                |
| 2011年（平成23年）  | 5,200            | -                |
| 2012年（平成24年）  | 5,500            | -                |
| 2013年（平成25年）  | 5,900            | -                |
| 2014年（平成26年）  | 6,000            | -                |
| 2015年（平成27年）  | 6,800            | -                |
| 2016年（平成28年）  |                  | 3,615            |
| 2017年（平成29年）  |                  | 3,786            |
| 2018年（平成30年）  |                  | 4,076            |
| 2019年（令和 元年） |                  | 4,222            |
| 2020年（令和 2年）  |                  | 3,450            |
| 2021年（令和03年）  | 3,619            |                  |
| 2022年（令和04年）  | 3,825            |                  |
| 2023年（令和05年）  | 4,223            |                  |

## 駅周辺
駅周辺は粕屋町の西端部にあたり、工場や事業所の多い場所である。吉塚方は旧勝田線の用地がそのまま空き地となっており、少なくとも山陽新幹線高架下までは複線化は物理的には可能である。現在は整備用車両の留置線などに使われている。
福岡市に近く駅周辺では集合住宅の建設ラッシュが続いており、その波及効果で駅利用者が年々増加している。最速で博多駅からは5分ほどで到着可能である。
駅前に発着するバス路線はない（粕屋町が運行する町役場経由福祉センター行きの無料福祉巡回バス「ふれあいバス」のみ停車する）。西鉄バスに関しては県道沿いの吉田バス停がある（当駅より徒歩数分）。
- リョービ福岡営業所
- イオン福岡東ショッピングセンター
- 福岡市立箱崎清松中学校
- ドラッグストアコスモス柚須店
- 国道3号博多バイパス
- 福岡県道607号福岡篠栗線

## 隣の駅
九州旅客鉄道（JR九州）
 福北ゆたか線（篠栗線）
■快速
長者原駅 (JC04) - 柚須駅 (JC02) - 吉塚駅 (JC01)
■普通・■一部の快速
原町駅 (JC03) - 柚須駅 (JC02) - 吉塚駅 (JC01)